# رسمیو

## رسمیو
رسمیو یک پلتفرم ایرانی برای جست‌وجو و تحلیل اطلاعات ثبتی شرکت‌ها است که داده‌ها را از منابع عمومی مانند روزنامه رسمی گردآوری و ساختاردهی می‌کند.

## توقیف دسترسی و بازداشت موقت مدیران
۳ روز پس از پایان جنگ ایران و اسرائیل، در پی انتشار یک پیام اینستاگرامی در ۹ تیر ۱۴۰۴، دسترسی به وب‌سایت رسمیو متوقف و سرورهای آن ضبط شد. به‌گفتهٔ وکیل شرکت، هم‌زمان دو مدیر و یک مسئول فنی بازداشت موقت شدند.
در بازداشت موقت و سرورها در توقیف؛ پای سوءتفاهمی در میان است؟ بازداشت‌شدگان در ۲۱ تیر ۱۴۰۴ با قرار وثیقه آزاد شدند؛ بنا بر مصاحبهٔ پس از آزادی، بخشی از تجهیزات الکترونیکی همچنان در اختیار مرجع قضایی باقی مانده بود.
وب‌سایت رسمیو در ۶ مرداد ۱۴۰۴ پس از حدود ۲۷ روز وقفه، دوباره در دسترس قرار گرفت.